# 二宮入口
二宮入口（にのみやいりぐち）は、兵庫県神戸市中央区にある阪神高速32号新神戸トンネルおよび山麓バイパスの入口である。

## 歴史
- 1976年（昭和51年）5月15日 : 新神戸トンネルの開通に伴い、供用開始
- 1988年（昭和63年）11月16日 : 第2新神戸トンネル（南行き）の開通に伴い、入口専用となる
- 1992年（平成4年）11月17日 : 山麓バイパス第2布引トンネル（西行き）の開通に伴い、新神戸トンネルと山麓バイパスの共用の入口となる
- 2012年（平成24年）10月1日 : 新神戸トンネルの管理・運営主体を、神戸市道路公社から阪神高速道路株式会社に移管する

（出典）

## 道路
- 阪神高速32号新神戸トンネル
- 山麓バイパス

## 料金所
当入口には料金所は設置されていない。32号新神戸トンネルの料金は箕谷料金所、山麓バイパスの料金は天王谷料金所で徴収される。

## 接続する道路
- 神戸市道生田川右岸線
- 神戸市道山手幹線

## 隣
阪神高速32号新神戸トンネル（北行き　新神戸トンネル）
国道2号出入口 - 二宮入口 - 布引JCT - 箕谷出入口/JCT/料金所
山麓バイパス（西行き　第2布引トンネル）
国道2号出入口 - 二宮入口 - 布引JCT - 天王谷IC/料金所 - 雲雀ヶ丘出入口